# Vague Blanche
Les rebelles de la Vague Blanche (Baibo), une ramification des Turbans Jaunes, sont un groupe de bandits ayant opéré vers la fin de la dynastie Han. Le nom de la bande provient du fait que leur base d'origine se situait dans la Vallée Baibo, aujourd'hui situé à l'est de Fencheng dans la province de Shanxi. Comme plusieurs groupes de bandits de l'époque, il aurait été formé de paysans qui se serait réfugiés dans les montagnes afin d'échapper aux lourdes taxes imposées par le régime impérial.
Le groupe de bandits se serait révolté contre le gouvernement impérial des Han en l'an 188 sous la houlette d'un certain Guo Da et aurait reçu l'appui des Xiongnu. Ils auraient ravagés les districts de Taiyuan et de Hedong. Toutefois, en l'an 195, ils se sont ralliés à la cause impériale en se portant à la défense de l'Empereur aux côtés de Yang Feng et auraient combattu Li Jue et Guo Si. 
Les leaders les plus influents du groupe auraient été Han Xian, Li Yue et Hu Cai.

## Informations complémentaires

### Autres articles
- Trois Royaumes de Chine
- Bataille de Xiapi